# Skonsvikvatnan
Skonsvikvatnan es un pequeño lago situado en la costa del norte de Noruega. Se encuentra ubicado en el municipio de Berlevåg, del condado de Finnmark, al noroeste del pueblo de Berlevåg. El lago se encuentra a unos 2 kilómetros al oeste del aeropuerto de Berlevåg.